# Amolops chakrataensis
Amolops chakrataensis és una espècie de granota pertanyent a la família dels rànids que habita a l'Índia.